# Liste der Nationalparks in Paraguay

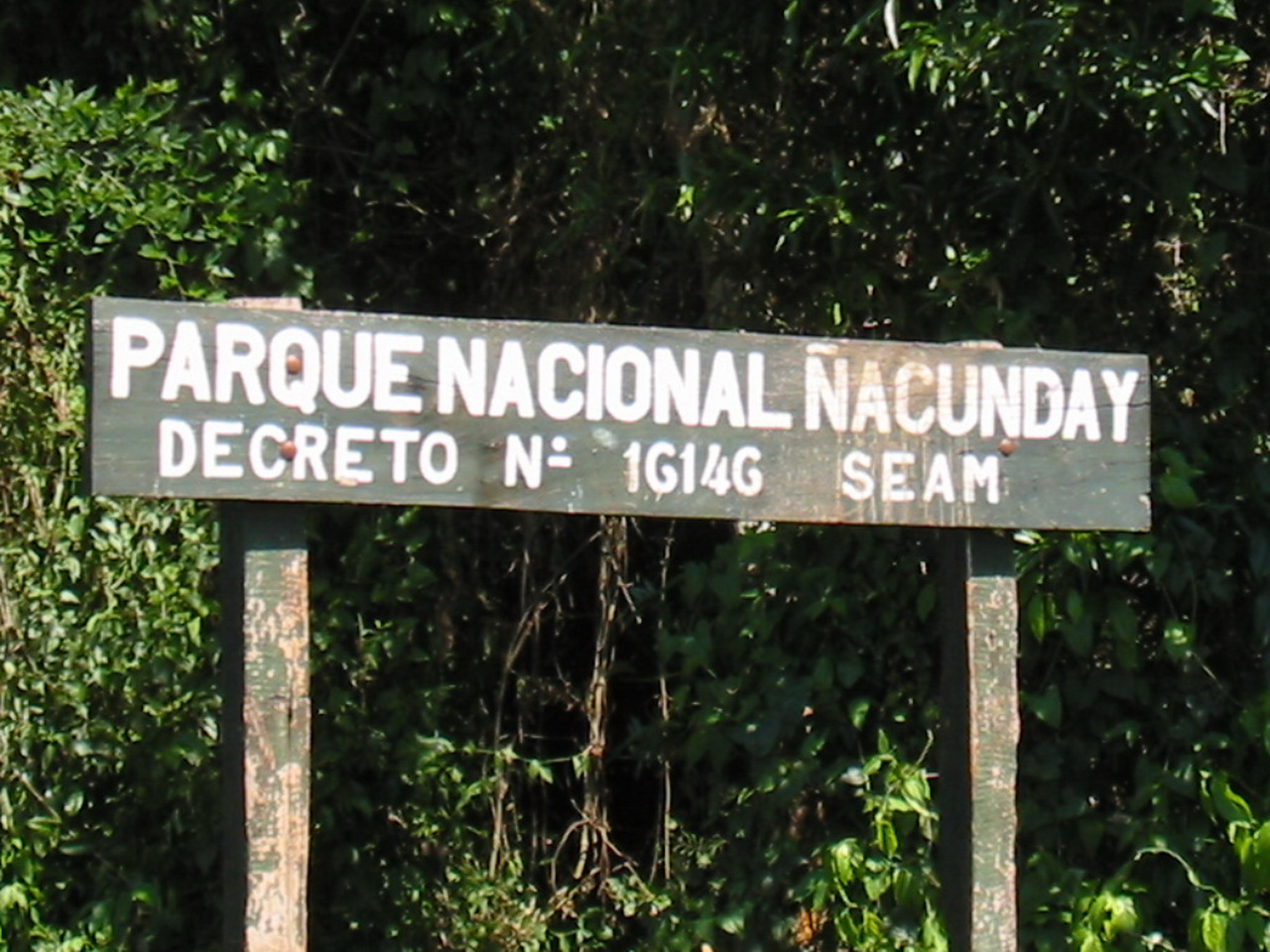
Schild im Nationalpark Ñacunday

Diese Liste der Nationalparks in Paraguay enthält die Namen, das Einrichtungsjahr, die Fläche des jeweiligen Nationalparks sowie das Departamento in Paraguay. Sie erhebt noch keinen Anspruch auf Vollständigkeit. (Stand: Mai 2018)
| Bezeichnung                           | Gründung | Fläche in km² | Departamento                    | WDPA-ID |
| ------------------------------------- | -------- | ------------- | ------------------------------- | ------- |
| Nationalpark Caazapá                  | 1976     | 160           | Caazapá                         | 245     |
| Nationalpark Cerro Corá               | 1976     | 55,38         | Amambay                         | 246     |
| Nationalpark Defensores del Chaco     | 1975     | 7197          | Alto Paraguay                   | 242     |
| Nationalpark Lago Ypoá                | 1992     | 1000          | Central, Paraguarí und Ñeembucú | 317129  |
| Nationalpark Ñacunday                 | 1993     | 20            | Alto Paraná                     | 20987   |
| Nationalpark Paso Bravo               | 1998     | 1030          | Concepción                      | 317128  |
| Nationalpark Río Negro                | 1998     | 1230          | Alto Paraguay                   | 61556   |
| Nationalpark San Rafael               | 1992     | 725           | Caazapá und Itapúa              | 21003   |
| Nationalpark Serrania San Luis        | 1991     | 102,73        | Concepción                      | 317127  |
| Nationalpark Teniente Agripino Enciso | 1980     | 442           | Boquerón                        | 244     |
| Nationalpark Ybycuí                   | 1973     | 50            | Paraguarí                       | 247     |